# Dryobotodes variegata
Dryobotodes variegata là một loài bướm đêm trong họ Noctuidae.